# Колимська низовина
Колимська низовина (рос. Колымская низменность) — розташована на північному заході Якутії. В межах низовини розташовані басейни річок Алазея, Велика Чукочья та лівий берег нижньої течії річки Колима. Разом з Яно-Індігирською низовиною, утворюють Східно-Сибірську низовину. В межах низовини розташоване озеро Павилон

## Розташування
З півночі обмежена Східно-Сибірським морем, з півдня горами Черського, тягнучись на 750 км. Із заходу і сходу обмежена Алазейським і Юкагірським плоскогір'ями.

## Географічна характеристика
Середня висота низовини 100 метрів над рівнем моря. Зустрічаються рідкісні масиви сопок в 200–300 метрів заввишки. В основному рельєф мерзлотно-термокарстових форм. Ґрунт складний озерно-річковими суглинками і супісками. Клімат субарктичний.

## Флора та фауна
На півдні Колимської низовини в основному знаходяться заболочені модринові рідколісся. Північніше 69° північної широти розташовані чагарниково-трав'яниста тундра, перехідна на північному заході до арктичної тундри. Присутні оленячі пасовища.